# Scottish Open 1997
Die Scottish Open 1997 im Badminton fanden vom 19. bis zum 23. November 1997 im Meadowbank in Edinburgh statt.

## Medaillengewinner
| Disziplin    | Gold                        | Silber                        | Bronze                             |
| ------------ | --------------------------- | ----------------------------- | ---------------------------------- |
| Herreneinzel | Tjitte Weistra              | Steffan Pandya                | Thomas Wapp                        |
| Herreneinzel | Tjitte Weistra              | Steffan Pandya                | Hans Sperre jr.                    |
| Dameneinzel  | Julia Mann                  | Rebecca Pantaney              | Kara Solmundson                    |
| Dameneinzel  | Julia Mann                  | Rebecca Pantaney              | Anu Weckström                      |
| Herrendoppel | Jesper Mikla Lars Paaske    | Steve Isaac Neil Waterman     | James Anderson Ian Sullivan        |
| Herrendoppel | Jesper Mikla Lars Paaske    | Steve Isaac Neil Waterman     | Russell Hogg Kenny Middlemiss      |
| Damendoppel  | Ella Miles Sara Sankey      | Elinor Middlemiss Sandra Watt | Pamela Gillespie Kirsteen McEwan   |
| Damendoppel  | Ella Miles Sara Sankey      | Elinor Middlemiss Sandra Watt | Judith Baumeyer Santi Wibowo       |
| Mixed        | Lars Paaske Jane F. Bramsen | Russell Hogg Tracy Dineen     | Kenny Middlemiss Elinor Middlemiss |
| Mixed        | Lars Paaske Jane F. Bramsen | Russell Hogg Tracy Dineen     | James Anderson Sara Sankey         |